# Zawonia (Basse-Silésie)
Pour les articles homonymes, voir Zawonia.
Zawonia est une localité polonaise, siège de la gmina de Zawonia, située dans le powiat de Trzebnica en voïvodie de Basse-Silésie.

## Histoire
De 1742 à 1945, Schawoine fait partie de l'arrondissement de Trebnitz dans le district de Breslau au sein de la province de Silésie.